# Клара-Сіті (Міннесота)
Клара-Сіті (англ. Clara City) — місто (англ. city) в США, в окрузі Чиппева штату Міннесота. Населення — 1423 особи (2020).

## Географія
Клара-Сіті розташована за координатами 44°57′28″ пн. ш. 95°22′1″ зх. д. / 44.95778° пн. ш. 95.36694° зх. д. (44.957869, -95.366824).  За даними Бюро перепису населення США в 2010 році місто мало площу 4,52 км², з яких 4,52 км² — суходіл та 0,00 км² — водойми.

## Демографія
Згідно з переписом 2010 року, у місті мешкало 1360 осіб у 584 домогосподарствах у складі 360 родин. Густота населення становила 301 особа/км².  Було 625 помешкань (138/км²).
Расовий склад населення:
| - 96,9 % — білих - 0,5 % — чорних або афроамериканців - 0,1 % — корінних американців - 0,1 % — азіатів - 1,4 % — осіб інших рас |

До двох чи більше рас належало 1,0 %. Частка іспаномовних становила 3,8 % від усіх жителів.
За віковим діапазоном населення розподілялося таким чином: 22,9 % — особи молодші 18 років, 50,3 % — особи у віці 18—64 років, 26,8 % — особи у віці 65 років та старші. Медіана віку мешканця становила 44,8 року. На 100 осіб жіночої статі у місті припадало 91,0 чоловіків;  на 100 жінок у віці від 18 років та старших — 85,7 чоловіків також старших 18 років.
Середній дохід на одне домашнє господарство  становив 61 935 доларів США (медіана — 54 408), а середній дохід на одну сім'ю — 73 195 доларів (медіана — 64 815). Медіана доходів становила 42 188 доларів для чоловіків та 26 591 долар для жінок. За межею бідності перебувало 7,1 % осіб, у тому числі 10,1 % дітей у віці до 18 років та 9,3 % осіб у віці 65 років та старших.
Цивільне працевлаштоване населення становило 709 осіб. Основні галузі зайнятості: освіта, охорона здоров'я та соціальна допомога — 27,1 %, виробництво — 16,9 %, роздрібна торгівля — 13,5 %.